# Bilonownica

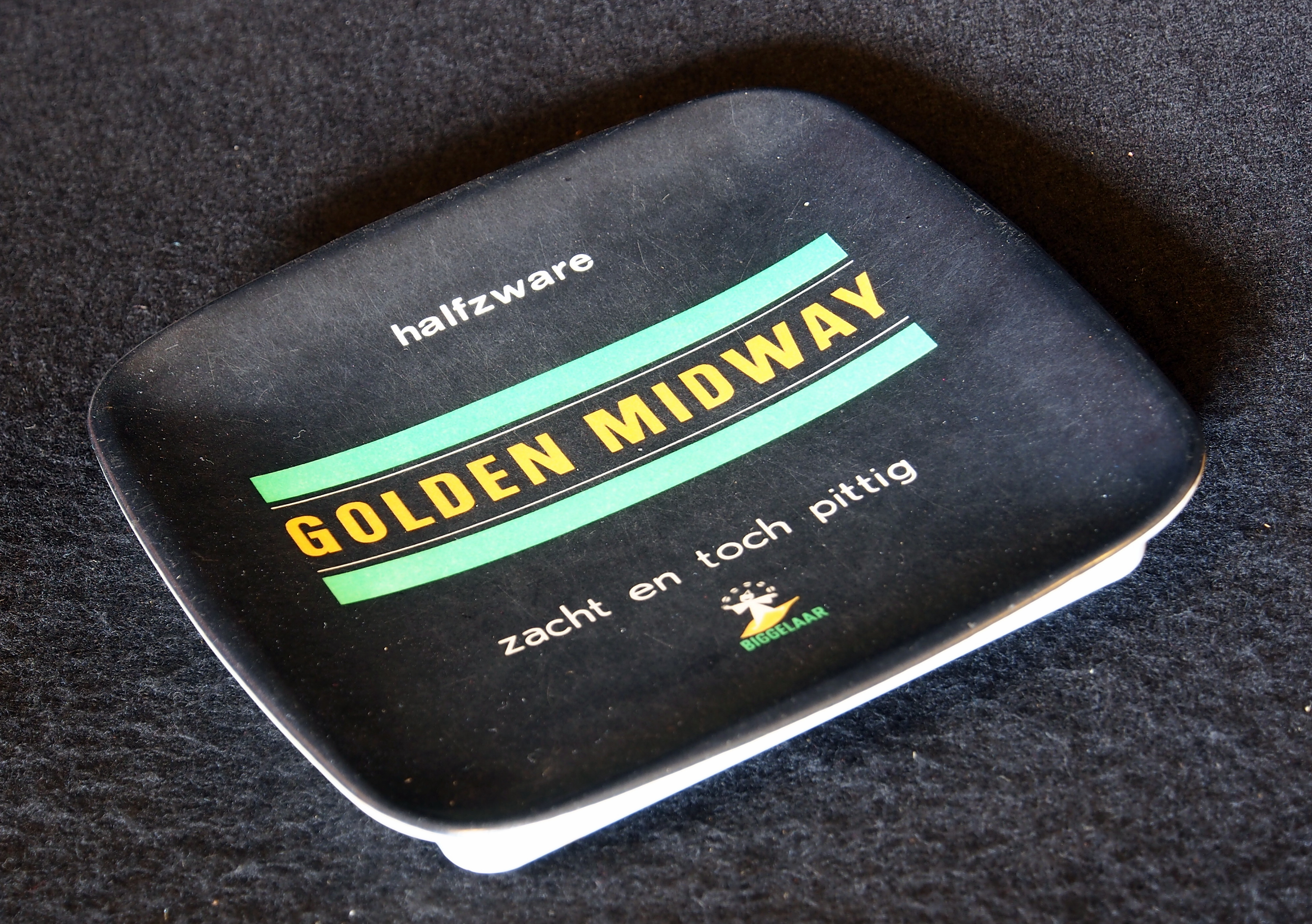
Bilonownica z logo firmy

Bilonownica – podstawka używana w sklepie do płacenia i wydawania reszty.
Jest najczęściej wykonana ze szkła lub tworzywa sztucznego i ma kształt prostokątny lub okrągły. Ze względu na swoje umiejscowienie w widocznym miejscu, bilonownice są jednocześnie wykorzystywane jako gadżet reklamowy – w ich wnętrzu umieszcza się grafikę reklamową firmy lub produktu.
Bilonownice stosuje się ze względu na wygodę płacenia, łatwiejsze liczenie monet oraz większą higienę.
Są popularne w niektórych krajach europejskich, ale także np. w Japonii (pod nazwą karuton), gdzie używanie podstawki do płacenia jest jednym z elementów lokalnej etykiety.